# Daya Cahen
Daya Cahen (Amsterdam, 1969) is een Nederlandse fotograaf en filmmaker.

## Opleiding en werk
De Nederlands-Amerikaanse Cahen maakt foto's, video's en installaties. Zij studeerde fotografie aan de Gerrit Rietveld Academie in Amsterdam (2002-2006). In haar werk richt Cahen zich op politieke invloed en systematische manipulatie van de mens. Met een specifieke focus op de rol van massamedia en het gebruik ervan bij de constructie en presentatie van propaganda en manipulatie.
Cahen's beide ouders overleefden de Tweede Wereldoorlog als joodse kinderen. Tegen deze achtergrond ontwikkelde Cahen een interesse in groepsvorming in de samenleving. Het onderzoek naar hoe ontwikkelingen als indoctrinatie, radicalisering en angst voor de ander binnen de samenleving ontstaan, vormt het uitgangspunt voor haar werk.
Haar werken zijn op grote schaal vertoond en tentoongesteld onder meer in Centre Pompidou en Palais de Tokyo in Parijs, De Appel in Amsterdam en Haus der Kulturen der Welt in Berlijn. Ook is haar werk opgenomen in de vaste collectie van het Louisiana Museum of Modern Art in Denemarken.
In 2007 werd Cahen genomineerd voor een Golden Bear for Short Film in Berlijn voor haar werk 'The Stalin That Was Played by Me'.

## Filmografie[5]
- 2006 - The Stalin That Was Played by Me
- 2008 - Ours
- 2010 - Birth of a Nation
- 2012 - We Lived Our Ordinary Lives

## Tentoonstellingen
- 2023 - Louisiana Museum of Modern Art, Humlebæk, Denemark

## Nominaties en beurzen
- 2022 - Beurs Stichting Niemeijer Fonds, Project Beauty
- 2022 - Beurs Mondriaan Fonds, Kunstenaar Basis